# Воловик дрібненький
Воловик дрібненький (Anchusa pusilla) — вид квіткових рослин родини шорстколистих (Boraginaceae).

## Біоморфологічна характеристика
Це однорічна рослина 10–20 см заввишки. Трубка віночка не більше ніж в 1.5 раза довша за чашечку. Зводи у зіві біло-повстяні; відгин віночка 5–7 мм у діаметрі, блідо-фіолетовий.

## Поширення
Греція, Туреччина, Південний Кавказ, Крим.
В Україні вид зростає на приморських пісках і черепашниках, рідше на степових схилах — у Криму, на Керченському півострові, б.-м. звичайно.